# De Winton

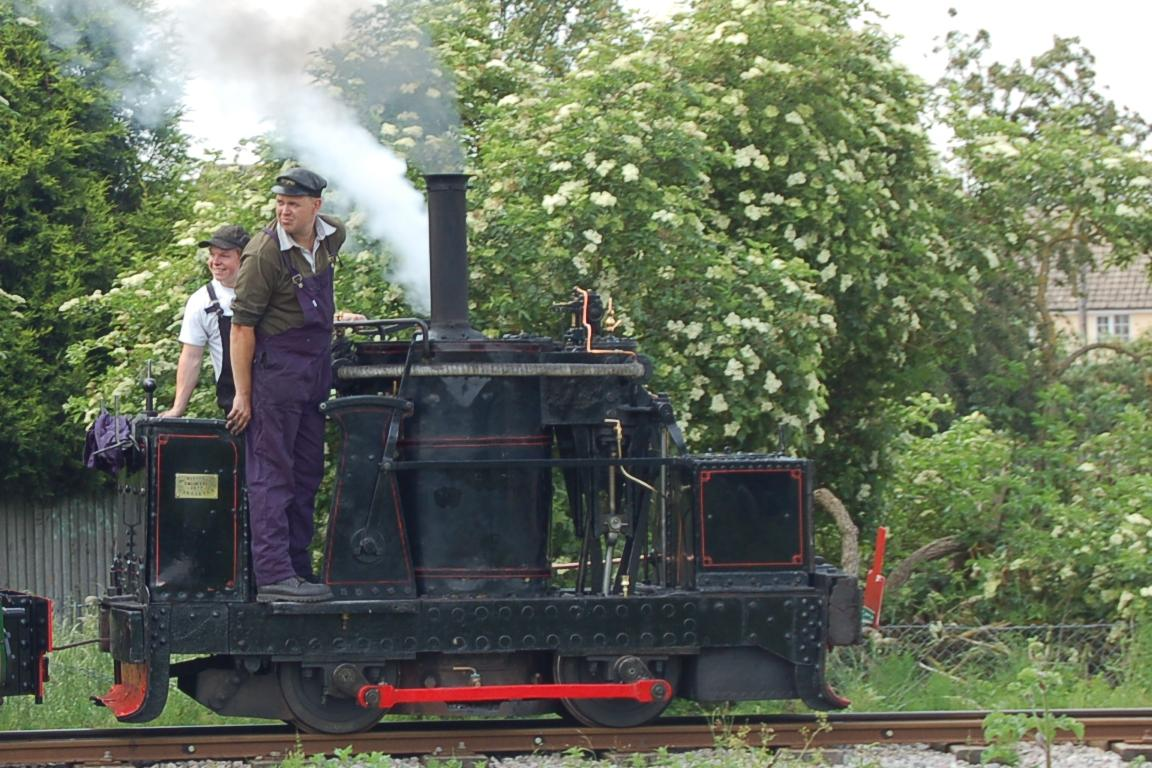
Die De Winton Dampflok Chaloner der Leighton Buzzard Light Railway

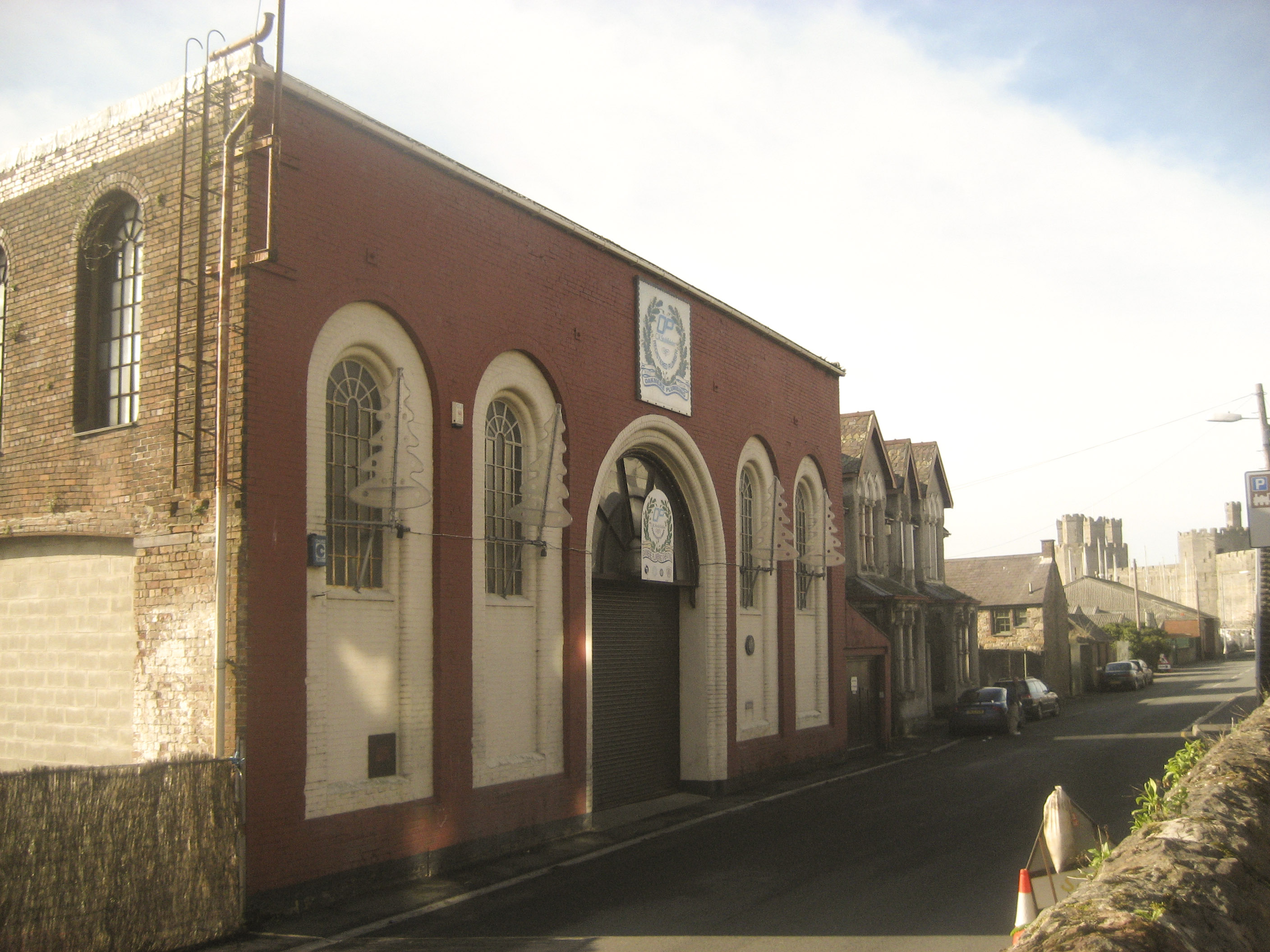
Die De Winton Fabrik am Hafen von Caernarfon, aufgenommen vom Bahnsteig des Bahnhofs der Welsh Highland Railway

De Winton & Co war 1854–1901 eine Fabrik in Caernarfon, Wales. Sie war ein wichtiger Zulieferer für die Schiffbauindustrie. Das Lieferprogramm des Unternehmens umfasste außerdem sämtliche Maschinen und Werkzeuge, die zum Abbau und zur Verarbeitung von Schiefer notwendig waren, stationäre Dampfmaschinen und Schmalspur-Dampflokomotiven mit senkrecht stehendem Kessel für den Einsatz in walisischen Schiefer-Bergwerken und anderen Industriebetrieben.

## Geschichte
Das Unternehmen hat seinen Ursprung in den 1840er Jahren in einer kleinen von Owen Thomas gegründeten Gießerei am Schiefer-Hafen von Caernarfon. In Kooperation mit Jeffreys Parry de Winton etablierte er die Union Foundry insbesondere für Straßenbeleuchtungs-Gaslaternen. Die Firma baute in den 25 Jahren ihres Bestehens bis zu 200 bhp starke Schiffs-Dampfmaschinen und deren Kessel sowie über 60 Steinbruch-Lokomotiven ähnlicher Bauart.
Jeffreys Parry de Winton war 1870–1872 Bürgermeister von Caernarfon und führte die Firma bis etwa 1890. 
Danach wurde sie schlecht gemanagt, als erfolglos zu sehr auf die Vermarktung einer französischen Erfindung gesetzt wurde, so dass die Firma 1901 bankrottging.  
Die De Winton Dampfmaschine bei Glynllifon wurde vom Schornsteinbauer Fred Dibnah restauriert, nachdem er eigentlich zum Abriss des Schornsteins dorthin gerufen worden war.

## De Winton Lokomotiven
Mindestens sechs Lokomotiven sind noch erhalten. Das Archiv von De Winton ist nicht erhalten, so dass es keine komplette Liste aller von De Winton hergestellten Lokomotiven gibt.
| Typ      | Name          | Einsatzort                                        | Baujahr | Spurweite               | Disposition | Bemerkungen                                                                                    |
| -------- | ------------- | ------------------------------------------------- | ------- | ----------------------- | --- | ---------------------------------------------------------------------------------------------- |
| 0-4-0 VB | Wellington    | Dinorwic Quarry                                   | 1877    | 578 mm (1 Fuß 10¾ Zoll) | 1898 an die Glynrhonwy Quarry verkauft | Doppelzylinder-Antrieb, Doppelflanschräder                                                     |
| 0-4-0 VB | Harriet       | Dinorwic Quarry                                   | 1874    | 578 mm                  | 1895 verschrottet | Einzylinder-Antrieb, Doppelflanschräder                                                        |
| 0-4-0 VB | Peris         | Dinorwic Quarry                                   | 1875    | 578 mm                  | Vor 1895 verkauft oder verschrottet | Doppelzylinder-Antrieb, Doppelflanschräder                                                     |
| 0-4-0 VB | Victoria      | Dinorwic quarry                                   | 1876    | 578 mm                  | 1895 verschrottet | Einzylinder-Antrieb, Doppelflanschräder                                                        |
| 0-4-0 VB | Padarn        | Dinorwic Quarry                                   | unknown | 578 mm                  | 1898 an die Glynrhonwy Quarry verkauft | Einzylinder-Antrieb, Doppelflanschräder                                                        |
| 0-4-0 VB | Rhymney       | Pen y Bryn quarry                                 | 1875    | 610 mm (2 ft)           | verschrottet | Für die Penrhyn Quarry gebaut aber nicht ausgeliefert                                          |
| 0-4-0 VB | Lord Penrhyn  | Penrhyn Quarry                                    | 1876    | 578 mm                  | 1909 verschrottet |                                                                                                |
| 0-4-0 VB | Lady Penrhyn  | Penrhyn Quarry                                    | 1876    | 578 mm                  | 1911 verschrottet |                                                                                                |
| 0-4-0 VB | Alice         | Penrhyn Quarry                                    | 1876    | 578 mm                  | 1912 verschrottet |                                                                                                |
| 0-4-0 VB | Georgina      | Penrhyn Quarry                                    | 1876    | 578 mm                  | 1904 irreparabel durch Steinschlag beschädigt |                                                                                                |
| 0-4-0 VB | Ina           | Penrhyn Quarry                                    | 1876    | 578 mm                  | 1911 verschrottet |                                                                                                |
| 0-4-0 VB | Baladeulyn    | Pen-yr-Orsedd Quarry Tramways                     |         | 610 mm                  | 1895 an die Glynrhonwy Slate Quarry verkauft |                                                                                                |
| 0-4-0 VB | Starstone     | Pen-yr-Orsedd Quarry Tramways                     |         | 610 mm                  | . |                                                                                                |
| 0-4-0 VB | Inverlochy    | Pen-yr-Orsedd Quarry Tramways                     | 1877    | 610 mm                  | Möglicherweise ursprünglich Pen-y-Bryn Quarry. 1937 verschrottet |                                                                                                |
| 0-4-0 VB | Glynllifon    | Pen-yr-Orsedd Quarry Tramways                     | 1880    | 610 mm                  | 1937 verschrottet |                                                                                                |
| 0-4-0 VB | Rhymney       | Erst Penybryn, dann Pen-yr-Orsedd Quarry Tramways | 1875    | 610 mm                  | 1933 verschrottet |                                                                                                |
| 0-4-0 VB | Chaloner      | Erst Penybryn, dann Pen-yr-Orsedd Quarry Tramways | 1877    | 610 mm                  | 1960 an einen Privatsammler verkauft. Heute bei der Leighton Buzzard Light Railway. |                                                                                                |
| 0-4-0 VB | Kathleen      | Penrhyn Quarry                                    | 1877    | 578 mm                  | Eingelagert bei der Vale of Rheidol Railway, Aberystwyth |                                                                                                |
| 0-4-0 VB | George Henry  | Penrhyn Quarry                                    | 1877    | 578 mm                  | Heute im Narrow Gauge Railway Museum, Tywyn |                                                                                                |
| 0-4-0 ST | Edward Sholto | Penrhyn Quarry Railway                            | 1876    | 578 mm                  | 1907 verschrottet | Die einzigen 3 bekannten De Winton Loks mit horizontalem Kessel wurden nach Penrhyn geliefert. |
| 0-4-0 ST | Hilda         | Penrhyn Quarry Railway                            | 1878    | 578 mm                  | Nach 1911 verschrottet | Die einzigen 3 bekannten De Winton Loks mit horizontalem Kessel wurden nach Penrhyn geliefert. |
| 0-4-0 ST | Violet        | Penrhyn Quarry Railway                            | 1879    | 578 mm                  | Vor 1911 verschrottet | Die einzigen 3 bekannten De Winton Loks mit horizontalem Kessel wurden nach Penrhyn geliefert. |
| 0-4-0 VB | Penmaen       | Penmaenmawr & Welsh Granite Co. Ltd.              | 1878    | 914 mm (3 ft)           | 1943 stillgelegt | Weiterhin vor Ort im Steinbruch                                                                |
| 0-4-0 VB | Lillian       | Penmaenmawr & Welsh Granite Co. Ltd.              | 1891    | 914 mm                  | 1933 stillgelegt, verschrottet |                                                                                                |
| 0-4-0 VB | Louisa        | Penmaenmawr & Welsh Granite Co. Ltd.              | 1892    | 914 mm                  | 1936 stillgelegt, 1951 verschrottet |                                                                                                |
| 0-4-0 VB | Ada           | Penmaenmawr & Welsh Granite Co. Ltd.              | 1892    | 914 mm                  | 1931 stillgelegt, verschrottet |                                                                                                |
| 0-4-0 VB | Gelli         | Pen-yr-Orsedd Quarry Tramways                     | 1893    | 610 mm                  | 1945 zurückgezogen, 1952 noch im Steinbruch, vermutlich verschrottet, Rahmen als Teil des Rahmens der Wartungsgrube im Lokschuppen eingebaut. Inzwischen für die Restaurierung entfernt. |                                                                                                |
| 0-4-0 VB | Puffin        | Penmaenmawr & Welsh Granite Co. Ltd.              | 1893    | 914 mm                  | 1934 stillgelegt |                                                                                                |
| 0-4-0 VB | Watkin        | Penmaenmawr & Welsh Granite Co. Ltd.              | 1893    | 914 mm                  | 1944 stillgelegt |                                                                                                |
| 0-4-0 VB | Harold        | Penmaenmawr & Welsh Granite Co. Ltd.              | 1894    | 914 mm                  | 1936 stillgelegt, 1951 verschrottet |                                                                                                |
| 0-4-0 VB | Pendyffryn    | Penyrorsedd slate quarry                          | 1894    | 597 mm (1 Fuß 11½ Zoll) | Privatbesitz Brecon Mountain Railway, betriebsfähig im Museums-Lokschuppen in Pontsticill ausgestellt.                                                                                   |                                                                                                |
| 0-4-0 VB | Llanfair      | Penmaenmawr & Welsh Granite Co. Ltd.              | 1895    | 914 mm                  | 1940 stillgelegt | Bei der Welsh Highland Railway                                                                 |
| 0-4-0 VB | Arthur        | Pen-yr-Orsedd Quarry Tramways                     | 1895    | 610 mm                  | 1956 verschrottet |                                                                                                |
| 0-4-0 VB | Victoria      | Pen-yr-Orsedd Quarry Tramways                     | 1897    | 610 mm                  | 1956 verschrottet |                                                                                                |